# Гидсель, Матиас
Мати́ас Ги́дсель (дат. Mathias Gidsel; род. 8 февраля 1999 года, Скьерн) — датский гандболист, выступает за немецкий клуб «Фюксе Берлин» и сборную Дании. Олимпийский чемпион 2024 года и трёхкратный чемпион мира. Самый ценный игрок Олимпийских игр 2020 и 2024 годов и чемпионатов мира 2023 и 2025 годов.

## Карьера
Матиас Гидсель начинал свою профессиональную карьеру в датском клубе «ГОГ Свендборг». В 2021 году Гидсель заключил контракт с клубом «Фюксе Берлин», который вступит в силу с сезона-2022/23. В 2021 году суммарно провёл 92 матча.
Матиас Гидсель выступает за сборную Дании с 2020 года.
В начале 2022 года Матиас Гидсель получил национальную награду «Открытие года», которая вручается лучшему и самому перспективному спортсмену страны.
Принимал участие в играх чемпионата мира 2025 года, в составе своей сборной стал трёхкратным чемпионом. Был признан лучшим игроком (MVP) турнира, а также стал лучшим бомбардиром чемпионата, забив 74 гола. 

## Награды
Командные
- Олимпийский чемпион (2024)
- Серебряный призёр Олимпийских игр (2020)
- Чемпион мира (3): 2021, 2023, 2025
- Серебряный призёр чемпионата Европы (2024)
- Бронзовый призёр чемпионата Европы (2022)
- Серебряный призёр чемпионата Германии: 2024
- Бронзовый призёр чемпионата Германии: 2023
- Победитель Лиги Европы: 2022/23
- Финалист Лиги Европы: 2023/24

Личные
- Самый ценный игрок (MVP) Олимпийских игр: 2020, 2024
- Лучший бомбардир Олимпийских игр: 2024 (62 гола)
- Самый ценный игрок чемпионата мира (2023, 2025)
- Лучший бомбардир чемпионата мира: 2023 (60 голов), 2025 (74)
- Лучший правый полусредний чемпионата мира: 2021
- Лучший правый полусредний чемпионата Европы: 2022, 2024
- Гандболист года в Дании: 2021, 2023
- Игрок года ИГФ: 2023, 2024